# Presidente del Comité Central del Partido Comunista de China
El presidente del Comité Central del Partido Comunista de China (en chino simplificado, 中国 共产党 中央 委员会 主席; en chino tradicional, 中国 共产党 中央 委员会 主席; pinyin, Zhōngguó Gòngchǎndǎng Zhǔxí) fue el más alto rango dentro del PCCh. En 1982, fue sucedido por el secretario general.

## Historia y funciones
Sin embargo, entre 1922 y 1925, Chen Duxiu (que continuaba siendo secretario) fue elegido Presidente del Comité Central Ejecutivo, pero el nombre fue cambiado a secretario general de la CCA en 1925. La entrada se publicó por primera vez en marzo de 1943, cuando el Buró Político decidió colocar a Zhang Wentian como secretario general y a Mao Zedong el nombre de Presidente del Buró Político del Comité Central del PCCh. En el Séptimo Congreso Nacional del PCCh presentó el cargo de presidente del Comité Central en la constitución del partido, y en 1956 el secretario general se le dio la gestión del día a día del Secretariado del Partido. El presidente fue elegido por el Comité Central en sesión plenaria y tenía plenos poderes sobre el CC, el Politburó y su Comité Permanente.
El Constitución del Partido de 1969 (aprobada por el Congreso noveno) presenta el puesto de vicepresidente único, con el fin de dar más autoridad a Lin Biao como sucesor de Mao. La Constitución de 1973 (aprobada por el 10.º Congreso) reintrodujo la vicepresidencia colectiva, presente desde 1956 hasta 1969. En 1976, Hua Guofeng fue nombrado primer vicepresidente del Comité Central.
La Constitución China de 1975 reforzó la influencia del partido en el estado. El Comité Central (y, por extensión, a su presidente) fue presentado ante el Congreso Nacional del Pueblo. El artículo 15 dice que:

(...)"El presidente del Comité Central del Partido Comunista de China encabeza todas las fuerzas armadas del país".

Cuando Hua Guofeng sucedió a Mao en la presidencia del partido, no pudo hacer valer su autoridad cuando, en 1978, el vicepresidente del partido, Deng Xiaoping, se convirtió en líder (de facto) de China.
El puesto de presidente fue abolido en 1982 y el de secretario general fue reintroducido.